# Luxiaria fulvifascia
Luxiaria fulvifascia är en fjärilsart som beskrevs av W. Warren 1894. Luxiaria fulvifascia ingår i släktet Luxiaria och familjen mätare. Inga underarter finns listade i Catalogue of Life.